# Personaggi di Card Captor Sakura
Lista dei personaggi del manga e dell'anime di Card Captor Sakura.

## Albero genealogico
|        |        |        |        |        |        |  |  |        |        |        |        | Masaki | Masaki | Masaki | Masaki | Masaki    | Masaki    |           |           |           |           |  |  |          |          |          |          |          |          |  |  | Clow Reed | Clow Reed | Clow Reed | Clow Reed | Clow Reed | Clow Reed |  |  |         |         |         |         |         |         |  |  |       |       |       |       |       |       |  |  |  |  |  |  |  |  |  |  |  |  |  |  |  |  |
|        |        |        |        |        |        |  |  |        |        |        |        | Masaki | Masaki | Masaki | Masaki | Masaki    | Masaki    |           |           |           |           |  |  |          |          |          |          |          |          |  |  | Clow Reed | Clow Reed | Clow Reed | Clow Reed | Clow Reed | Clow Reed |  |  |         |         |         |         |         |         |  |  |       |       |       |       |       |       |  |  |  |  |  |  |  |  |  |  |  |  |  |  |  |  |
|        |        |        |        |        |        |  |  |        |        |        |        |        |        |        |        |           |           |           |           |           |           |  |  |          |          |          |          |          |          |  |  |           |           |           |           |           |           |  |  |         |         |         |         |         |         |  |  |       |       |       |       |       |       |  |  |  |  |  |  |  |  |  |  |  |  |  |  |  |  |
|        |        |        |        |        |        |  |  | scon.  | scon.  | scon.  | scon.  | scon.  | scon.  |        |        | scon.     | scon.     | scon.     | scon.     | scon.     | scon.     |  |  |          |          |          |          |          |          |  |  |           |           |           |           |           |           |  |  | scon.   | scon.   | scon.   | scon.   | scon.   | scon.   |  |  |       |       |       |       |       |       |  |  |  |  |  |  |  |  |  |  |  |  |  |  |  |  |
|        |        |        |        |        |        |  |  | scon.  | scon.  | scon.  | scon.  | scon.  | scon.  |        |        | scon.     | scon.     | scon.     | scon.     | scon.     | scon.     |  |  |          |          |          |          |          |          |  |  |           |           |           |           |           |           |  |  | scon.   | scon.   | scon.   | scon.   | scon.   | scon.   |  |  |       |       |       |       |       |       |  |  |  |  |  |  |  |  |  |  |  |  |  |  |  |  |
|        |        |        |        |        |        |  |  |        |        |        |        |        |        |        |        |           |           |           |           |           |           |  |  |          |          |          |          |          |          |  |  |           |           |           |           |           |           |  |  |         |         |         |         |         |         |  |  |       |       |       |       |       |       |  |  |  |  |  |  |  |  |  |  |  |  |  |  |  |  |
| scon.  | scon.  | scon.  | scon.  | scon.  | scon.  |  |  | Sonomi | Sonomi | Sonomi | Sonomi | Sonomi | Sonomi |        |        | Nadeshiko | Nadeshiko | Nadeshiko | Nadeshiko | Nadeshiko | Nadeshiko |  |  | Fujitaka | Fujitaka | Fujitaka | Fujitaka | Fujitaka | Fujitaka |  |  | IeLang    | IeLang    | IeLang    | IeLang    | IeLang    | IeLang    |  |  | scon.   | scon.   | scon.   | scon.   | scon.   | scon.   |  |  | scon. | scon. | scon. | scon. | scon. | scon. |  |  |  |  |  |  |  |  |  |  |  |  |  |  |  |  |
| scon.  | scon.  | scon.  | scon.  | scon.  | scon.  |  |  | Sonomi | Sonomi | Sonomi | Sonomi | Sonomi | Sonomi |        |        | Nadeshiko | Nadeshiko | Nadeshiko | Nadeshiko | Nadeshiko | Nadeshiko |  |  | Fujitaka | Fujitaka | Fujitaka | Fujitaka | Fujitaka | Fujitaka |  |  | IeLang    | IeLang    | IeLang    | IeLang    | IeLang    | IeLang    |  |  | scon.   | scon.   | scon.   | scon.   | scon.   | scon.   |  |  | scon. | scon. | scon. | scon. | scon. | scon. |  |  |  |  |  |  |  |  |  |  |  |  |  |  |  |  |
|        |        |        |        |        |        |  |  |        |        |        |        |        |        |        |        |           |           |           |           |           |           |  |  |          |          |          |          |          |          |  |  |           |           |           |           |           |           |  |  |         |         |         |         |         |         |  |  |       |       |       |       |       |       |  |  |  |  |  |  |  |  |  |  |  |  |  |  |  |  |
|        |        |        |        |        |        |  |  |        |        |        |        |        |        |        |        |           |           |           |           |           |           |  |  |          |          |          |          |          |          |  |  |           |           |           |           |           |           |  |  |         |         |         |         |         |         |  |  |       |       |       |       |       |       |  |  |  |  |  |  |  |  |  |  |  |  |  |  |  |  |
| Tomoyo | Tomoyo | Tomoyo | Tomoyo | Tomoyo | Tomoyo |  |  | Touya  | Touya  | Touya  | Touya  | Touya  | Touya  |        |        | Sakura    | Sakura    | Sakura    | Sakura    | Sakura    | Sakura    |  |  | Syaoran  | Syaoran  | Syaoran  | Syaoran  | Syaoran  | Syaoran  |  |  | 4 sorelle | 4 sorelle | 4 sorelle | 4 sorelle | 4 sorelle | 4 sorelle |  |  | Meiling | Meiling | Meiling | Meiling | Meiling | Meiling |  |  |       |       |       |       |       |       |  |  |  |  |  |  |  |  |  |  |  |  |  |  |  |  |

## Personaggi principali

### Sakura Kinomoto
Sakura Kinomoto (木之本 桜?, Kinomoto Sakura)
Doppiata da: Sakura Tange (ed. giapponese), Renata Bertolas (st. 1-2) / Domitilla D'Amico (film ed. Shin Vision) / Federica Simonelli (st. 3) (ed. italiana)
È la protagonista della serie, una ragazzina di 10 anni, che frequenta la scuola elementare di Tomoeda. È nata il 1º aprile e le sue materie preferite sono musica ed educazione fisica, mentre ama poco la matematica. È allegra e ottimista. Infatuata di Yukito, in seguito si innamorerà di Syaoran. Dopo aver trovato il Libro di Clow ed averne rotto il sigillo, è costretta a raggruppare tutte le Carte di Clow contenute nel libro.

### Cerberus "Kero-chan"
Cerberus "Kero-chan" (ケルベロス 〈ケロちゃん〉?, Keruberosu "Kero-chan")
Doppiato da: Aya Hisakawa / Masaya Onosaka (forma grande) (ed. giapponese), Patrizia Scianca (st. 1-2) / Giorgio Bonino (forma grande st. 2) / Ilaria Stagni (film ed. Shin Vision) / Serena Clerici (st. 3) / Diego Baldoin (forma grande st. 3) (ed. italiana)
È il guardiano delle Clow Card, risvegliato quando il libro è stato aperto (dopo un "pisolino" di una trentina d'anni). Cerberus è uno dei due guardiani creati da Clow Reed, che ha la missione di scegliere il candidato che diventerà il nuovo padrone della Carte. L'altro guardiano, Yue, ha il compito di mettere alla prova la candidata e giudicarla idonea o non idonea.
La sua forma più nota è quella del peluche con le ali bianche e nella versione originale parla il dialetto di Osaka. Visto che per Sakura il nome Cerberus non si addice, lo soprannomina "Kero-chan" (ケロちゃん? Kero è l'onomatopea giapponese per il gracidio delle rane). Kero-chan è un po' saputello, esigente e goloso, ma è anche premuroso nei confronti di Sakura, e crede fermamente che possa diventare la nuova padrona della Carte. I suoi passatempi sono giocare ai videogiochi (che trova nella cameretta di Sakura) e mangiare snack e dolciumi, anche se riceve energia dal sole, e non ha bisogno di mangiare per sopravvivere. A Kero-chan piace essere filmato da Tomoyo, al contrario di Sakura, e di indossare i costumi e accessori creati per lui da Tomoyo. Anche se è sempre stato un servitore per tutta la sua vita, la sua personalità è vicina all'egocentrismo, e alla sua ossessione per se stesso.
Nella sua vera forma, appare come un leone alato, ma per arrivare a mostrare la sua vera forma, Sakura deve prima catturare la 'Carta del Fuoco' e la 'Carta della Terra'. Nella sua vera forma, infatti, trae il suo potere sia della terra che dal fuoco, ed ha controllo su questi due elementi.

### Tomoyo Daidouji
Tomoyo Daidouji (大道寺 知世?, Daidōji Tomoyo)
Doppiata da: Junko Iwao (ed. giapponese), Patrizia Mottola (st. 1-2) / Letizia Scifoni (film ed. Shin Vision) / Giulia Maniglio (st. 3) (ed. italiana)
È la migliore amica e cugina di terzo grado di Sakura. È nata il 3 settembre. Quando Tomoyo scopre che Sakura è diventata una catturacarte, la ragazza diventa la prima assistente di Sakura, disegnandole "costumi da battaglia" e filmandola durante le sue missioni e combattimenti. Ad ogni modo, sembra che Tomoyo filmi la ragazza per piacere personale, piuttosto che per quello di Sakura. Grazie a sua madre, ha accesso a prototipi tecnologici dell'azienda 'Daidouji Toy Co.', come telefoni cellulari, che usa per contattare Sakura.
Tomoyo è molto matura per la sua età. È anche gentile, premurosa, intelligente, meticolosa, ed ha una voce molto melodiosa, che spesso la porta a cantare assoli nel coro della scuola. Anche avendo profondi sentimenti per Sakura, che vanno oltre la semplice amicizia, cerca di aiutarla a conquistare Yukito, senza successo, però, per egli è già impegnato.

### Syaoran Li
Syaoran Li (リ・シャオラン?, Ri Shaoran, dal cinese 李 小狼S, Lǐ XiǎolángP)
Doppiato da: Motoko Kumai (ed. giapponese), Monica Bonetto (st. 1) / Cinzia Massironi (st. 2) / Leonardo Graziano (film ed. Shin Vision) / Simone Lupinacci (st. 3) (ed. italiana)
È un ragazzino cinese giunto in Giappone per recuperare tutte le carte di Clow. È nato il 13 luglio. È un lontano discendente di Clow Reed. Entra subito in competizione con Sakura e Kero-chan, ma alla fine si innamora follemente di Sakura e la aiuta nella ricerca delle carte.

### Touya Kinomoto
Touya Kinomoto (木之本 桃矢?, Kinomoto Tōya)
Doppiato da: Tomokazu Seki (ed. giapponese), Simone D'Andrea (st. 1-2) / Francesco Bulckaen (film ed. Shin Vision) / Jacopo Calatroni (st. 3) (ed. italiana)
È il fratello di Sakura. Essendo suo fratello maggiore, crede di essere l'unico che può prenderla in giro, per cui il suo migliore amico, Yukito, lo definisce un siscon (persona con il "complesso della sorella"). Touya è anche molto protettivo e premuroso nei confronti di Sakura, ed è anche il motivo per cui non ha molta simpatia per Syaoran, prima per gli iniziali accanimenti di quest'ultimo verso Sakura e poi per l'amore che sente nascere tra il ragazzo e la sorella, sentimenti di cui Touya capirà l'esistenza già prima dei due. Dotato di poteri magici, con cui riesce a percepire lo spirito della defunta madre, li cederà a Yue per impedire che scompaia assieme a Yukito, di cui è innamorato.

### Yukito Tsukishiro
Yukito Tsukishiro (月城 雪兎?, Tsukishiro Yukito, Yuki nell'edizione italiana dell'anime)
Doppiato da: Megumi Ogata (ed. giapponese), Patrizio Prata (st. 1-2) / Stefano Crescentini (film ed. Shin Vision) / Federico Zanandrea (st. 3) (ed. italiana)
È un compagno di scuola di Touya, che aveva conosciuto tre anni prima, nella scuola media. Yukito non è altro che la forma umana di Yue, il guardiano della Luna creato da Clow. Mentre Yue sa tutto su Yukito, quest'ultimo non è cosciente della sua presenza. Dopo aver appreso la sua esistenza, i due riescono a comunicare mentalmente.
Yukito è il personaggio di cui Sakura è inizialmente innamorata, che continua a domandarsi come Yukito può essere amico del suo barbarico fratello. Yukito vive in una casa con i nonni, ma i nonni non sono mai esistiti. Non è infatti chiaro se anche Yukito sia esistito prima di incontrare Touya. Dopo la cotta di Sakura, che lo porta a far parte di molte avventure con la ragazzina, Yukito diventa oggetto di un'altra cotta, quella di Syaoran. Viene comunque scoperto più tardi che Syaoran era solamente attratto dal suo potere magico, e delle energie di Yue. Quando tutte le carte sono state collezionate, Yue rivela la sua vera forma, per mettere alla prova Sakura. Sfortunatamente, lo sforzo del sopportare le energie di Yue porta Yukito ad sentirsi male occasionalmente, ed eventualmente a scomparire definitivamente. L'unica cosa che lo può salvare è una donazione di energia magica, che riceverà da Touya.
Alla fine, Yukito ascolterà la confessione d'amore di Sakura, che rifiuterà gentilmente. Ha sempre conosciuto i sentimenti che Sakura provava per lui, ma crede che siano più platonici che romantici. La ragazza immediatamente si rende conto che la persona di cui Yukito è innamorato è Touya. Precedentemente Yukito, dopo essere venuto a conoscenza della presenza di Yue, si era preoccupato dei suoi ricordi falsificati, come della sua esistenza, e di quello che Touya poteva pensare. Ad ogni modo, Touya lo conforta, e dice che non importa, perché quello che hanno vissuto tutto questo tempo era reale per lui.

#### Yue
Yue (ユエ? dal cinese 月S, YuèP)
Doppiato da: Megumi Ogata (ed. giapponese), Patrizio Prata (st. 1-2) / Federico Zanandrea (st. 3) (ed. italiana)
È il secondo guardiano del Libro di Clow, colui che svolge la funzione di giudice. Fisicamente appare come un ragazzo dai lunghi capelli argentei, e occhi felini viola (blu nell'anime). Ha un paio di ali angeliche che usa per volare. Come ricorda il suo nome, Yue prende la sua forza dalla luna, sembra conferire più potenza quando la luna è piena.
La sua falsa forma è quella di Yukito Tsukishiro, un amico di Touya. Yukito era stato creato da Clow per essere vicino Sakura, che, come previsto, si era innamorata di lui. Uno cosa che non era stata prevista, come dice lo stesso Clow, era l'amore di Yukito per Touya, che cambiò molte cose. Imprevedibile secondo Clow soprattutto il sentimento forte che nascerà tra Sakura e Syaoran, che andrà forse oltre il concetto dell'inevitabile. Anche se hanno lo stesso corpo, Yuki e Yue, i loro sentimenti sono diversi, fatto che porta il secondo a non amare Touya ma ben si a provare ancora un forte legame verso il suo creatore.
Yue si comporta in modo freddo e sostenuto, e risulta essere molto più serio ed intimidatorio di Cerberus. Yue condivide un legame speciale con Clow, questo aveva reso difficile accettare Sakura come nuova padrona della Carte. Tutte le carte che hanno come attributo Oscurità, Acqua e Vento sono sotto il suo controllo (vedi Oggetti magici in Card Captor Sakura).
La prima apparizione di Yue è dopo la cattura della 'Carta della Terra', per il giudizio finale per Sakura, cioè sconfiggerlo in combattimento. Sakura rifiuta di combattere, per non far del male a Yukito, ma Yue minaccia di attaccarla, cosa che porta Sakura ad usare la 'Carta del Vento' per bloccarlo in una sfera di vento. In quel momento ha l'opportunità di parlare con lui, e fargli capire le sue intenzioni di diventare sua amica, e non sua padrona. Toccato dalle parole della ragazza, Yue la dichiara nuova padrona delle Carte.

### Fujitaka Kinomoto
Fujitaka Kinomoto (木之本 藤隆?, Kinomoto Fujitaka)
Doppiato da: Hideyuki Tanaka (ed. giapponese), Diego Sabre (st. 1-2) / Gianluca Tusco (film ed. Shin Vision) / Lorenzo Scattorin (st. 3) (ed. italiana)
È il padre di Sakura e Touya. Lavora come professore di archeologia alla Towa University, lavoro che prende molta parte del suo tempo, ma riesce sempre a trovare anche il tempo da dedicare ai suoi figli. È sempre molto gentile e premuroso verso la sua famiglia, che ama molto. Da giovane era molto sportivo, come afferma Touya nel secondo volume del manga.
Una della differenze maggiori tra il manga e l'anime, è che nel manga viene affermato che in Fujitaka risiede parte dell'anima di Clow Reed, anche se non possiede poteri magici. Nell'anime, questa caratteristica non è presente, infatti l'incantesimo del sonno di Eriol, verso la fine della serie, ha effetto su di lui. Nel manga, invece, non ha effetto su di lui, in quanto parte della sua anima è di natura magica. Dopo che Sakura completa la prova finale di Eriol, Fujitaka acquisisce parte del potere magico di Eriol, e diventa capace di vedere lo spirito di Nadeshiko, e riunirsi a lei ancora una volta.

### Eriol Hiiragizawa
Eriol Hiiragizawa (柊沢 エリオル?, Hiiragizawa Erioru)
Doppiato da: Nozomu Sasaki (ed. giapponese), Dania Cericola (st. 2) / Lorenzo Crisci (st. 3) (ed. italiana)
All'inizio della seconda serie si presenta come un normale studente venuto dall'Inghilterra ma in realtà lui è la reincarnazione di Clow Reed ed è venuto solo per dare a Sakura la possibilità di trasformare tutte le carte in carte di Sakura prima che perdessero i loro poteri diventando così delle normali carte. A Sakura sta molto simpatico al contrario di Syaoran che lo considera invece come un rivale in amore.

### Kaho Mizuki
Kaho Mizuki (観月 歌帆?, Mizuki Kaho)
Doppiata da: Emi Shinohara (ed. giapponese), Loredana Nicosia (st. 1-2) / Beatrice Caggiula (st. 3) (ed. italiana)
È una donna misteriosa che appare per la prima volta nell'episodio 26, come sostituta della professoressa di matematica nella scuola elementare di Tomoeda, nella classe di Sakura e Syaoran. I due ragazzini hanno un approccio diverso con lei: Sakura ne è subito catturata dall'affabilità e dalla dolcezza, invece Syaoran è sempre piuttosto agitato e sospettoso in sua presenza. Quando Sakura, Syaoran e Tomoyo vanno al tempio di Kaho, vengono catturati dalla Carta del Labirinto, ma vengono liberati dalla stessa sacerdotessa che usa un oggetto speciale, la Campana Lunare, dono di Clow Reed. Inoltre, procedendo nella storia, si scopre che Kaho e Touya, il fratello di Sakura, avevano una relazione sentimentale quando lui frequentava le scuole medie e lei era la sua giovane supplente. Fu Kaho a rompere con Touya, perché doveva andare in Inghilterra per studi. Per un po' di tempo Kero-chan, percependo in lei il potere lunare, aveva pensato che potesse essere la forma terrestre di Yue. La sua ipotesi si rivela inesatta quando Yukito si trasforma in Yue e Kaho dona a Sakura la Campana Lunare per potenziare il suo scettro, e permetterle di essere sottoposta al giudizio finale.
Nella terza parte della serie, il suo personaggio è fisicamente assente, poiché è ritornata in Inghilterra, ma continua ad aiutare la piccola Sakura attraverso un rapporto epistolare. Riappare soltanto nell'ultimo episodio a casa di Eriol Hiiragisawa, e sembra che lo conosca da ancor prima che Sakura trovasse il libro di Clow. Fa la sua ultima apparizione nel secondo film a casa di Eriol, in Inghilterra. Nel manga, il loro rapporto è più chiaro e avranno un lieto futuro insieme.
La sua storia d'amore con Touya Kinomoto, benché quest'ultimo sia un suo studente, non appare strana dal momento che Kaho è una giovanissima neo-insegnante e la differenza di età tra i due è scarsa. Invece, potrebbe apparire morbosa, la sua relazione con Eriol, un ragazzino dall'aspetto di un dodicenne, se non fosse che lui, in quanto reincarnazione di Clow Reed, è molto più vecchio di quanto possa sembrare.

### Spinel Sun
Spinel Sun (スピネル・サン?, Supineru San, Sole Spinner nell'edizione italiana dell'anime)
Doppiato da: Yumi Tōma / Katsuyuki Konishi (forma grande) (ed. giapponese), Emanuela Pacotto (ep. 50) / Federica Valenti (st. 2) / Diego Sabre (forma grande; ep. 48-52) / Gianfranco Gamba (forma grande; ep. 58, 69) / Tania De Domenico (st. 3) (ed. italiana)
È uno dei guardiani di Eriol Hiiragizawa, la controparte di Cerberus. Mentre quest'ultimo è energetico e attivo, passando giorni interi a giocare ai videogiochi, Spinel è calmo e raffinato, spendendo molto tempo a leggere libri. La sua vera forma assomiglia a quella di una pantera nera con delle ali da farfalla, e una gemma sulla sua fronte. Spinel è spesso sostenuto da Ruby Moon, che è più energetica e spensierata di lui. È stato soprannominato da lei "Suppi" ("Spiccino" nel doppiaggio italiano), cosa che lo irrita molto. Le sue debolezze sono lo zucchero e i dolciumi. Se ne viene mangiata una grande quantità lo farà diventare stordito, quasi ubriaco. A causa di questa vulnerabilità, Spinel cerca di stare lontano dagli zuccheri. Nell'episodio 56, si scopre che Spinel non è influenzato del potere e dagli effetti delle Carte di Clow, infatti la 'Carta del Sonno' non ha effetto su di lui. La sua vera identità è tenuta segreta fino alla prova finale di Eriol con Sakura. La prova ha successo, anche se Cerberus era vicino a scoprire la vera identità di Spinel nell'episodio 56, quando lo trova nascosto tra gli alberi vicino alla scuola elementare di Sakura.
Appare anche nel secondo lungometraggio sulla serie, in cui è battuto ai videogiochi da Cerberus. Appare anche nella scena in cui Eriol viene chiamato da Sakura. Alla fine del film, nelle sale giapponesi è stato proiettato il cortometraggio speciale chiamato Kero-chan ni omakase, in cui Cerberus e Spinel si dividono takoyaki, ma finiscono per la lottare per l'ultimo rimasto, rincorrendosi per tutta la città.

### Ruby Moon
Ruby Moon (ルビー・ムーン?, Rubī Mūn, Luna Ruby nell'edizione italiana dell'anime)
Doppiata da: Ryōka Yuzuki (ed. giapponese), Giovanna Papandrea (st. 2) / Ilaria Silvestri (st. 3) (ed. italiana)
È il secondo guardiano creato dal Eriol Hiiragizawa, come controparte di Yue. Nella sua vera forma, Ruby Moon è dotata di ali, simili a quelle delle farfalle. È infatti in grado di volare, come Yue. È a conoscenza dell'energia magica di Yue, e del fatto che Touya può rigenerarla. Il piano di Ruby Moon (nella forma di Nakuru) è quello di disturbare continuamente Touya (per il quale ha una cotta) nel mentre che questo inizia a parlare seriamente con Yukito, in modo che non possa più donare la propria energia magica a Yue portandolo alla distruzione. Il suo piano, ad ogni modo, non funziona, e dopo questo fallimento, ritorna ad aiutare Eriol, come suo guardiano.
Nell'episodio 69, Ruby Moon e Spinel Sun lottano rispettivamente contro Yue e Cerberus. Anche se la battaglia finisce alla pari, Ruby Moon afferma che lei e Spinel sono più forti, in termini di potere. Nell'episodio successivo, Ruby Moon è vista servire dei dolci a Eriol, durante l'ultimo incontro di quest'ultimo con Sakura, prima di tornare in Inghilterra.
La falsa forma di Ruby Moon è Nakuru Akizuki (秋月 奈久留?, Akizuki Nakuru). Quando Eriol si trasferisce per frequentare la scuola elementare Tomoeda, Ruby Moon prende le sembianze di una ragazza, e si iscrive alla Seijou High School, nella stessa classe di Touya e Yukito. Una volta incontrato Touya, diventa una vera seccatura per quest'ultimo. Sembra una normale ragazza, quando invece non è né maschio né femmina, in quanto non era una persona di natura umana. Nakuru aveva optato per l'uniforme femminile perché più carina di quella maschile, e di conseguenza per maniere che si addicevano più ad una ragazza.

### Meiling Li
Meiling Li (リ・メイリン?, Ri Meirin, dal cinese 李 苺鈴S, Lǐ MéilíngP)
Doppiata da: Yukana Nogami (ed. giapponese), Lara Parmiani (ep. 19-35) / Giusy Di Martino (ep. 36-70) / Valeria Vidali (film ed. Shin Vision) / Giulia Bersani (st. 3) (ed. italiana)
È una ragazza viziata ed egocentrica, è anche la cugina di Syaoran. Ne è innamorata ed è molto gelosa di Sakura, ma quando capisce che l'amore tra lei e suo cugino è solido, si fa da parte e diventa amica della ragazza. Appare solo nell'anime.

### Akiho Shinomoto
Akiho Shinomoto (詩之本 秋穂?, Shinomoto Akiho)
Doppiata da: Minori Suzuki (ed. giapponese), Emanuela Ionica (ed. italiana)
È una nuova studentessa, appena trasferitasi, della classe di Sakura e Tomoyo. È molto gentile e garbata, e porta sempre con sé un coniglietto di peluche chiamato Momo. Prima di venire in Giappone, ha vissuto a Hong Kong, in Francia, in Germania, in Italia, in Gran Bretagna e per questo non è mai riuscita a creare amicizie durature nel tempo. Appare nella terza serie.

### Yuna D. Kaito
Yuna D. Kaito (ユナ・Ｄ・海渡?, Yuna Dī Kaito)
Doppiato da: Natsuki Hanae (ed. giapponese), Davide Fumagalli (ed. italiana)
È il maggiordomo di Akiho, particolarmente gentile e a conoscenza di tutto e tutti più di quanto fa intendere. Si rivela essere un mago che utilizza i poteri attraverso il suo orologio da tasca. Appare nella terza serie.

### Momo
Momo (モモ?, Momo)
Doppiata da: Minako Kotobuki (ed. giapponese), Stefania Rusconi (ed. italiana)
È il coniglietto di peluche che Akiho porta sempre con sé. In seguito si scopre essere animato e un guardiano come Kero-chan e Spinel, complice di Kaito. Adora i cioccolatini. Appare nella terza serie.

## Altri personaggi

### Chiharu Mihara
Chiharu Mihara (三原 千春?, Mihara Chiharu)
Doppiata da: Miwa Matsumoto (ed. giapponese), Tosawi Piovani (st. 1-2) / Valentina Pallavicino (st. 3) (ed. italiana)
È una compagna di classe di Sakura, e fa parte come lei della squadra di cheerleading. Chiharu è molto attaccata a Yamazaki. Nella seconda serie, gli regala un pupazzo di pezza fatto da lei, che lui chiamerà 'Suama'.

### Takashi Yamazaki
Takashi Yamazaki (山崎 貴史?, Yamazaki Takashi)
Doppiato da: Issei Miyazaki (ed. giapponese), Irene Scalzo (st. 1-2) / Andrea Rotolo (st. 3) (ed. italiana)
È uno dei compagni di classe di Sakura, l'unico ragazzino che viene chiamato per nome, mentre tutti gli altri restano anonimi. Takashi è molto coraggioso e molto gentile sia con Sakura che con le altre compagne di classe. Nella terza serie dell'anime, si tuffa in mare per salvare Rika che stava annegando. La caratteristica principale di Takashi è la sua abilità di inventare storie e racconti molto dettagliati, su ogni argomento. La sua ispirazione viene di solito dagli argomenti delle discussioni intorno a lui. Sakura e Syaoran sono gli unici che finiscono per credere a queste storie.
Nella serie, specialmente in quella animata, i suoi racconti sono usati per rendere le scene a scuola più divertenti. Gli argomenti dei suoi racconti sono vari, come il beach volley, calendari, pinguini, e gare di nuoto. Le sue storie, comunque, sono molto brevi, ma è di solito interrotto da Chiharu, una delle poche ragazze che non si fa ingannare dalle sue storie. La ragazza, infatti, finisce sempre per strangolarlo per scherzo, e quando non riesco a fermarlo, lo tira via per il colletto della sua uniforme. Takashi conquista un alleato quando Eriol si unisce alla classe nella seconda serie. Infatti, alle storie di Takashi, Eriol risponde con approvazione, aumentando la falsa validità di tali parole. Come conseguenza, i compagni di classe finiscono per credere a queste storie, e la presenza di Eriol ferma Chiharu dello strangolare Takashi. Un'altra caratteristica di Takashi è quella di non aprire mai i suoi occhi, eccetto tre occasioni, negli episodi 13, 18 e 64. Meiling, nel terzo episodio della serie Tomoyo's video diary specials, fa notare questa caratteristica, ipotizzando che gli occhi di Takashi sono aperti solo quando sta dicendo la verità. Si scoprirà dopo che non è questo il caso.

### Rika Sasaki
Rika Sasaki (佐々木 利佳?, Sasaki Rika)
Doppiata da: Tomoko Kawakami (st. 1-2) / Miwa Matsumoto (parte dell'ep. 63) / Saki Fujita (st. 3) (ed. giapponese), Emanuela Pacotto (st. 1-2) / Ludovica De Caro (st. 3) (ed. italiana)
È una compagna di classe di Sakura, che appare spesso in tutte le attività che riguardano la scuola. Rika è molto elegante e matura per la sua età, ma anche molto timida, soprattutto quando deve parlare con il suo maestro (e fidanzato), Yoshiyuki Terada. È una cuoca molto brava, a cui piace anche preparare torte e biscotti. Non è molto brava a nuotare.
Rika ha una parte maggiore nell'episodio 9, quando compra una spilla in cui si nasconde una Clow Card. La carta è infatti quella della Spada, che si materializza nelle mani di Rika ed attacca Sakura, come se fosse posseduta. Viene più tardi affermato che le Carte tendono a sfruttare i punti deboli di Sakura, come quello di utilizzare il corpo di Rika. Infatti, Sakura si trova in difficoltà, non volendo ferire la sua amica. Alla fine riesce a distrarla con la 'carta dell'Illusione', e a catturarla.
Verso la fine del manga, Rika dà un importante consiglio a Sakura sull'amore. In Clear Card si scopre che è andata in una scuola media diversa da quella di Sakura, Chiharu e gli altri.

### Naoko Yanagisawa
Naoko Yanagisawa (柳沢 奈緒子?, Yanagisawa Naoko)
Doppiata da: Emi Motoi (ed. giapponese), Federica Valenti (st. 1-2) / Laura Cherubelli (st. 3) (ed. italiana)
È una compagna di classe di Sakura, e anche lei fa parte della squadra di cheerleading, anche se non è molto brava in ginnastica. Ama leggere vari generi di racconti, soprattutto quelli fantasy e sui fantasmi. Mentre Sakura si spaventa facilmente per situazioni banali, Naoko rimane spesso affascinata, cercando di scoprire il mistero che si potrebbe celare dietro la situazione
L'episodio in cui è più coinvolta è il numero 31, quando scopre la 'Carta della Fantasia', una carta di Clow nascosta in un libro comprato dal lei in un vecchio negozio. Il libro permette al lettore di scrivere la fine del racconto, come esso voglia. Il potere della Carta è quello di realizzare qualunque cosa scritta sul libro. Naoko scrive una storia con creature fantastiche, che finiscono per confondere Sakura quando sta investigando sui misteriosi avvenimenti. Naoko non è cosciente del potere della Carte, né che quello che scrive si materializza magicamente, perché tutto accade lontano dalla sua stanza da letto. Nella sua storia crea anche drago sputafuoco, che attacca Sakura, ma quando chiude il libro per andare a letto, il drago e tutte le altre creature scompaiono. Quando Naoko si sveglia la mattina successiva e non trova più il libro, crede di aver avuto un'esperienza soprannaturale.

### Clow Reed
Clow Reed (クロウ・リード?, Kurou Rīdo)
Doppiato da: Kazuo Hayashi (ed. giapponese), Gianfranco Gamba / Sergio Di Stefano (film ed. Shin Vision) (ed. italiana)
È un potente mago di origine inglese (da parte di padre) e cinese (da parte di madre, appartenente alla linea da cui discende Syaoran Li) che crea le carte di Clow a cui attribuisce anche due guardiani: Cerberos e Yue.

### Nadeshiko Kinomoto
Nadeshiko Kinomoto (木之本 撫子?, Kinomoto Nadeshiko)
Doppiata da: Yūko Minaguchi (ed. giapponese), Maria Teresa Letizia (st. 1-2) / Beatrice Caggiula (st. 3) (ed. italiana)
È la madre di Sakura e Touya, che è morta quando la bimba aveva 3 anni. Il suo cognome da nubile era Amamiya (雨宮?, Amamiya) e di professione faceva la fotomodella.
Alle scuole superiori, Nadeshiko, era una studentessa del professore di archeologia Fujitaka Kinomoto, mentre lavorava come fotomodella. Sonomi constata che, a differenza di Sakura, Nadeshiko era estremamente goffa, e non era portata per la ginnastica: addirittura, a volte inciampava senza motivo mentre camminava. Sposò Fujitaka quando aveva ancora 16 anni, con grande scontentezza dei suoi parenti, specialmente sua cugina Sonomi Daidoji e suo nonno Masaki: Nadeshiko era infatti benestante, mentre Fujitaka aveva appena iniziato a lavorare. Si presume che Nadeshiko diede alla luce Touya quando aveva ancora 17 anni, pochi mesi dopo essersi diplomata. Si ammalò e morì tre anni dopo aver dato alla luce Sakura.
Nadeshiko era molto ammirata da sua cugina Sonomi, che era molto legata a lei, ma che non è mai riuscita a confessarle i suoi sentimenti, soprattutto dopo il matrimonio con Fujitaka. A Sonomi non è mai stato simpatico Fujitaka, e lo accusa di averle rubato Nadeshiko, anche se - su sua stessa ammissione - è impossibile riuscire a trovargli dei difetti.
Il manga fa pensare che Nadeshiko possedesse dei poteri magici che, come dice Fujitaka, sono stati trasmetti a Touya. Quando Touya era più piccolo, riusciva spesso a vedere lo spirito della madre, ma diventando più grande, ha perso questa sua capacità (nell'anime la perde nell'episodio 65, in cui Touya sacrifica i suoi poteri per salvare Yukito). Sakura non è mai riuscita a vedere i fantasmi, ma solamente a percepirli. Per questo motivo, non è mai riuscita a vedere sua madre in tutta la serie.

### Sonomi Daidouji
Sonomi Daidouji (大道寺 園美?, Daidōji Sonomi)
Doppiata da: Miki Itō (ed. giapponese), Elda Olivieri (st. 1-2) / Tania De Domenico (st. 3) (ed. italiana)
È la madre di Tomoyo, nonché cugina di Nadeshiko. Il suo cognome da nubile è Amamiya (雨宮?, Amamiya). Ha una casa molto grande e lavora nella 'Daidouji Toys Co.', una grande corporazione che si occupa di giocattoli di cui lei è la presidentessa. Ha parecchie guardie del corpo, ed alcune sono assegnate direttamente a Tomoyo. Suo marito e padre di Tomoyo non è mai apparso, né nel manga né nell'anime. È molto atletica e secondo la figlia da giovane aveva partecipato ai campionati nazionali di atletica. Sonomi adora Sakura, come Tomoyo, trattandola come se fosse la sua stessa figlia. La ragione principale è perché Sakura è la figlia di Nadeshiko, che Sonomi ha amato sin dalla scuola materna. Quando Nadeshiko morì, ne diede la colpa a Fujitaka, che era stato il loro insegnante di scuola superiore ma si rese conto più avanti che il matrimonio prematuro dei due, quando Nadeshiko aveva soltanto 16 anni, non contribuì alla malattia che causò la sua morte anzi, quegli anni erano stati gli anni più felici della vita di Nadeshiko.

### Masaki Amamiya
Masaki Amamiya (天宮 真嬉?, Amamiya Masaki)
Doppiato da: Osamu Saka (ed. giapponese), Enrico Bertorelli (st. 1-2) / Marco Pagani (st. 3) (ed. italiana)
Nato il 1º novembre, è il nonno di Sonomi e Nadeshiko, e bisnonno di Tomoyo, Sakura e Touya. Masaki era contro il matrimonio tra Nadeshiko e Fujitaka, e dopo la morte di sua nipote, perse i contatti con Fujitaka e la sua famiglia. Sonomi era l'unica che aveva ancora contatti con lui, anche se non aveva molti contatti con Fujitaka, visto che era anche lei contraria al loro matrimonio. L'amicizia tra Sakura e Tomoyo era l'unico legame delle due famiglie.
Appare per la prima volta nell'episodio 16 in cui Sakura lo incontra per sbaglio, dopo essersi recata in campagna con la famiglia. Pian piano, la stessa Sakura riallaccerà i contatti fra le due famiglie. Non si conosce molto di lui, a parte che vive da solo in una casa di campagna, ed che è il presidente della Amamiya Corporation. A Masaki piace il colore marrone, l'arcobaleno, cucinare e mangiare piatti tipicamente giapponesi, guidare l'automobile molte ore al giorno e collezionare scacchi. I suoi fiori preferiti sono il ciliegio e il garofano selvatico.

### IeLang Li
IeLang Li (リ・イェラン?, Ri Yeran, dal cinese 李 夜蘭S, Lǐ YèlánP)
Doppiata da: Kikuko Inoue (ed. giapponese), Cristiana Lionello (ed. Shin Vision) / Stefania Patruno (ed. Mediaset) (ed. italiana)
È la madre di Syaoran, nonché capofamiglia della famiglia Li, potente famiglia di stregoni di Hong Kong. Appare solamente nel 1o lungometraggio, ma viene nominata anche verso la fine della seconda serie, quando telefona al figlio. Usa lo stesso tipo di magia usato da Clow Reed, di cui è una lontana parente. Infatti, la madre dello stesso Clow era cinese, e si suppone sia un'antenata di IeLang. Ha capelli neri lunghi, e visto che i figli hanno tutti capelli castani, si pensa il suo defunto marito avesse capelli castani a sua volta. Vive ad Hong Kong con il resto del clan Li.

### Fūtie, Shefua, Fanren & Feimei
Fūtie Li (リ・フーティエ?, Ri Fūtie, dal cinese 李 芙蝶S, Lǐ FúdiéP), Shefua Li (リ・シェファ?, Ri Shefua, dal cinese 李 雪花S, Lǐ XuěhuāP), Fanren Li (リ・ファンレン?, Ri Fanren, dal cinese 李 黄蓮S, Lǐ HuángliánP) & Feimei Li (リ・フェイメイ?, Ri Feimei, dal cinese 李 緋梅S, Lǐ FēiméiP)
Doppiate da: Yuriko Yamaguchi, Chiyako Shibahara, Rika Wakusawa e Sachiko Sugawara (ed. giapponese), Francesca Manicone, Rachele Paolelli, Gaia Bolognesi e Federica Bomba (ed. Shin Vision) / Sabrina Bonfitto, Marcella Silvestri, Giovanna Papandrea e Elisabetta Spinelli (ed. Mediaset) (ed. italiana)
Sono le quattro sorelle maggiori di Syaoran che compaiono solamente nel 1o film. Non si sa molto di loro, a parte che sono attratte dalle cose carine.

### Wei Wang
Wei Wang (ウエイ・ワン?, Uei Wan, dal cinese 偉 望S, Wěi WàngP)
Doppiato da: Motomu Kiyokawa (ed. giapponese), Enrico Bertorelli (st. 1-2) / Luca Sandri (st. 3) (ed. italiana)
È il domestico e guardiano della casa di Syaoran a Tomoeda. Appare solamente nella serie animata, infatti nel manga Syaoran vive da solo. Sembra avere circa 50 anni. La famiglia Li lo ha incaricato della supervisione del giovane Syaoran, che implica una grande fiducia della famiglia. Nella versione originale giapponese si riferisce a Syaoran e Meiling con il suffisso onorifico giapponese "-sama", che indica un certo rispetto verso di loro, ma l'utilizzo dei loro nomi, e non dei loro cognomi, specifica che sono comunque buoni amici tra di loro. Quando era giovane ha aiutato sia Syaoran che Meiling nel loro addestramento di arti marziali.

### Maki Matsumoto
Maki Matsumoto (松本 真樹?, Matsumoto Maki)
Doppiata da: Kotono Mitsuishi (ed. giapponese), Elda Olivieri / Stella Musy (film ed. Shin Vision) (ed. italiana)
È una ragazza che gestisce un negozio nel quartiere commerciale della città.

### Yoshiyuki Terada
Yoshiyuki Terada (寺田 良幸?, Terada Yoshiyuki)
Doppiato da: Kishō Taniyama (1ª voce) / Tōru Furusawa (2ª voce) / Katsuyuki Konishi (3ª voce) (ed. giapponese), Gianfranco Gamba / Sandro Acerbo (film ed. Shin Vision) (ed. italiana)
È un maestro di scuola elementare, che insegna alla classe di Sakura. Il maestro sembra insegnare diverse materie, tra cui educazione fisica, dove indossa una tuta grigia ed è armato di fischietto. Terada non è direttamente coinvolto nella storia e nelle vicende delle Carte di Clow, ma appare frequentemente sia negli eventi che nelle gite organizzate dalla scuola, che si ricollegano spesso alle Carte stesse. A causa della sua natura non magica, il maestro non si accorge degli strani eventi intorno a lui. Uno degli aspetti più importanti è la sua relazione con la sua alunna Rika Sasaki, di cui è innamorato.

### Yukie Kimura
Yukie Kimura (木村 ゆき絵?, Kimura Yukie)
Doppiata da: Tomo Saeki (ed. giapponese), Maria Teresa Letizia (ed. italiana)
È la maestra della squadra di cheerleading della serie. Non si sanno molte informazioni di lei, tranne che è il suo compleanno è il 28 agosto, le piace cucire ed il colore azzurro, il suo piatto preferito è la frittata, e che le piace andare in giro in bicicletta.

### Makiko Midori
Makiko Midori (碧 麻紀子?, Midori Makiko)
Doppiata da: Kei Hayami (ed. giapponese), Elda Olivieri (ed. italiana)
È la maestra di giapponese della classe di Sakura. A Makiko piace il colore viola, le campanule, l'ikebana e confezionare kimono.

### Shouko Tsujitani
Shouko Tsujitani (辻谷 彰子?, Tsujitani Shōko)
Doppiata da: Michiko Neya (ed. giapponese), ? (ed. italiana)
È la maestra di musica della classe di Sakura. Le piace il cioccolato, andare al cinema, i buganvillea, e collezionare bicchieri. È brava a cucinare la paella e partecipare alle maratone. Il suo compleanno è il 17 luglio.

### Mika Tsutsumi
Mika Tsutsumi (堤 美香?, Tsutsumi Mika)
Doppiata da: Emi Shinohara (ed. giapponese), ? (ed. italiana)
È la maestra di matematica della classe di Sakura. Le piace fare il bucato, i garofani, gli udon e ascoltare musica. Il suo colore preferito è il verde giallastro.

### Toshinobu Yamamoto
Toshinobu Yamamoto (山本 俊信?, Yamamoto Toshinobu)
Doppiato da: ? (ed. giapponese), ? (ed. italiana)
È l'insegnante di arte della classe di Sakura. Sembra avere circa 60 anni. Gli piace girare per le librerie, la verdura di montagna, passeggiare la mattina e il kendō. Il suo fiore preferito è la lagerstroemia.

### Morita
Morita (森田?, Morita)
Doppiata da: Yuri Yokoyama (ed. giapponese), Renata Bertolas (ed. italiana)
È l'insegnante della scuola media, della classe di Sakura. Appare nella terza serie.

### Maga
Maga (魔道士?, Madōshi, lett. "incantatrice")
Doppiata da: Megumi Hayashibara (ed. giapponese), Barbara De Bortoli (ed. Shin Vision) / Elda Olivieri (ed. Mediaset) (ed. italiana)
È l'antagonista del primo film, Card Captor Sakura - The Movie. Il suo nome è sconosciuto, ma viene chiamata Maga. Appare come una donna dai capelli lunghi, che viveva ad Hong Kong. Lavorava come un'indovina, ed era in grado di vedere immagini riflesse nel pozzo, che usava per predire il futuro dei suoi clienti. Un giorno, quando Clow Reed si trasferì ad Hong Kong per studiare magia orientale, Maga cominciò a perdere molti dei suoi clienti. Finì così per odiarlo. Soltanto quando si rese conto che quello che provava non era odio, ma amore, cercò di richiamarlo ad Hong Kong.
Durante le vacanze invernali, Sakura vince un viaggio in Hong Kong, che si scopre essere opera della stessa Maga. Imbarcatasi con Kero-chan, Tomoyo, Touya e Yukito, incontra Syaoran, Meiling e la sua famiglia. Sakura si accorse velocemente che c'è qualche strana presenza in Hong Kong, e comincia a sognare di essere immersa nell'acqua, elemento di Maga. Quando la stessa incantatrice si accorge della loro presenza, si infuria molto, vendendoli con le 'Carte di Clow'. Rapisce i suoi amici, e aiutata dalla madre di Syaoran, IeLang, finisce per scontrarsi con Maga, che voleva a tutti i costi incontrare di nuovo Clow. Quando Sakura riesce finalmente a convincerla della morte di Clow, Maga scompare, essendo, come Clow, morta anni prima. L'indovina viveva sotto forma di spirito, nell'attesa di rivelare i suoi sentimenti al mago, ma non ebbe mai l'opportunità.